# Edmond Texier
Pour les articles homonymes, voir Texier.
Edmond Texier, né le 16 février 1815 à Rambouillet et mort le 19 octobre 1887 à Paris, est un journaliste, poète et romancier français.

## Biographie
Texier fit ses études à Paris, aux collèges Stanislas et Bourbon. À dix-neuf ans, il publia, avec Félix Ménard, un volume de poésies, intitulé En avant ! (1835, in-8°). Il se tourna ensuite vers le journalisme, se jetant avec ardeur dans la petite presse libérale, collaborant de 1839 à 1843 au Figaro, le Charivari, la Revue parisienne, le Corsaire, de façon régulière. Il donnait en même temps, sous différents noms, des feuilletons au Temps, au Commerce, au Globe et publiait la Physiologie du poète, par Sylvius (1841, in-32) et l’Âne d’or, par Peregrinus (1842, in-32).
Appartenant à l’opinion républicaine modérée, il fut, après la révolution de 1848, attaché au Crédit dirigé par Prosper Enfantin. À la chute de ce journal, il entra au Siècle où il écrivit d’abord des articles sur des questions politiques du jour et des critiques littéraires, puis il y entreprit une chronique hebdomadaire qui fut très remarquée.
Sa réputation comme journaliste date de 1850 car, avant la loi sur l’obligation de la signature, il avait toujours gardé l’anonyme dans la presse et s’était caché sous des pseudonymes dans la littérature. Il a été, en 1860, rédacteur en chef de l'Illustration. Il a été nommé chevalier de la Légion d’honneur le 15 aout 1859, à la suite de la campagne d’Italie, pendant laquelle il suivit l’armée française comme chroniqueur du Siècle.
Outre ses publications, il fut l’un des auteurs anonymes des Mémoires de Bilboquet (1854, vol. in-18), parodie des Mémoires d’un bourgeois de Paris ; des Petits-Paris, 1858, in-32, etc.

## Publications partielles
- Journées illustrées de la Révolution, 1849, in-8°, sans nom d’auteur.
- Biographie des journalistes, in-18.
- Critiques et récits littéraires, 1852, in-18.
- Contes et voyages, 1853, in-18.
- Tableau de Paris, 1853, 2 vol. in 4°.
- L'oncle Tom , drame en cinq actes et neuf tableaux, 1853, co-auteur Léon de Wailly, lire en ligne sur Gallica
- La Grèce et ses insurrections, 1854, in-18. Nouvelle édit. 1862.
- Les Hommes de la guerre d’Orient, 1854, 3 vol. in-18.
- Une histoire d’hier, 1855, in 32.
- Une duchesse, Bruxelles, 1855, in-32.
- Les Argonautes, 1856, in-18.
- Guide sur les bords du Rhin, 1856, in-18.
- Appel au Congrès, 1856.
- Amour et Finances, 1857.
- Voyage pittoresque en Hollande et en Belgique, 1857, Paris, Morizot. VIII + 484 pp., 22 planches gravées.
- Voyage pittoresque sur les bords du Rhin, 1858, Paris, Morizot. IV + 502 pp., 24 planches gravées.
- Chronique de la guerre d’Italie, 1859, in-18.
- Les Choses du temps présent, 1862, in-18.
- Paris capitale du monde, avec Albert Kaempfen, 1867, in-18.
- Le Journal et les journalistes, 1867, in-32, faisant partie des Physionomies parisiennes, etc.

### Traductions
- La Cabane de l’oncle Tom, 1854, in-8°, 1858, in-4°.

## Sources
- Gustave Vapereau, Dictionnaire universel des contemporains : contenant toutes les personnes notables de la France et des pays étrangers, t. 1, Paris, Hachette, 1870, 4e éd., iv-1888, 25 cm (lire en ligne), p. 1736-7.